# Warren Jabali
Warren Jabali, nacido como Warren Edward Armstrong (Kansas City, Kansas, 29 de agosto de 1946-Miami, Florida, 13 de julio de 2012), fue un jugador de baloncesto estadounidense que disputó siete temporadas en la ABA en seis equipos diferentes. Con 1,88 metros de estatura, jugaba en la posición de base.
Cambió su apellido por el de Jabali en su etapa universitaria para reflejar sus raíces africanas. Es una palabra que en suajili significa roca.

## Trayectoria deportiva

### Universidad
Jugó durante cuatro temporadas con los Shockers de la Universidad Estatal de Wichita, en las que promedió 16,7 puntos, 10,7 rebotes y 5,5 asistencias por partido. Fue elegido en sus tres últimas temporadas en el mejor quinteto de la Missouri Valley Conference, y todavía posee los récords de su universidad de más asistencias en un partido, en una temporada y en una carrera.

### Profesional
Fue elegido en la cuadragésimo cuarta posición del Draft de la NBA de 1968 por New York Knicks, y también por los Oakland Oaks en el draft de la ABA, eligiendo esta última opción. Su primera temporada como profesional no pudo ser mejor, siendo elegido como Rookie del Año, y por consiguiente incluido en el Mejor quinteto de rookies, tras promediar 21,5 puntos, 9,5 rebotes y 6,1 asistencias por partido, segundo mejor anotador en un equipo repleto de estrellas como Rick Barry, Doug Moe o Larry Brown, junto a los que ganó ese año también el campeonato, siendo elegido como MVP de los Playoffs de la ABA.
Al año siguiente la franquicia se trasladó a la capital del país, convirtiéndose en los Washington Caps. Allí jugó su mejor temporada como profesional, promediando 22,8 puntos y 10,4 rebotes por partido, y disputando su primer All-Star. Pero una semana después de conseguir su récord de anotación en un partido, 46 puntos, se lesionó en una rodilla, perdiéndose casi la mitad de la temporada.
En 1970 fue traspasado a Kentucky Colonels, quienes lo enviaron directamente a Indiana Pacers a cambio de una primera ronda del draft. En los Pacers perdió protagonismo, repartiéndose los minutos en el puesto de base con Freddie Lewis, haciendo que sus estadísticas bajaran hasta los 11,1 puntos y 4,8 rebotes por partido. Al año siguiente fue traspasado a The Floridians, donde recuperó la titularidad en una franquicia que desaparecería al finalizar la temporada. Se produjo el correspondiente draft de dispersión, siendo elegido por los Denver Rockets en la segunda posición.
En su primer año en Denver recuperaría el esplendor de sus primeras temporadas, siendo incluido en el Mejor quinteto de la ABA, y también MVP del All-Star Game en su tercera aparición en un partido de las estrellas. Jugó una temporada más con los Rockets, participando en su cuarto All-Star, pero algo ocurrió nada más terminar el partido, ya que fue despedido, y ningún equipo quiso ficharlo, pudiendo deberse a su militancia en el Black Power. Poco después se trasladó a África, y parecía que su carrera había finalizado, pero los San Diego Conquistadors buscaban desesperadamente un base de garantía, y no dudaron en trasladarse hasta Tanzania para fichrle.
En la que iba a ser su última temporada como profesional acabaría promediando 12,1 puntos y 5,8 asistencias. Pero esa temporada sería recordada sobre todo por un partido que disputaron los Conquistadors ante los New York Nets del Dr. J. Erving llevaba 45 puntos anotados casi al final del partido, pero a falta de 30 segundos y con los Q's cinco puntos abajo, Jabali realizó un mate, consiguiendo además una falta personal y anotando el tiro libre. Tras recuperar nuevamente el balón, anotó una canasta desde la esquina en el último segundo que llevó el partido a la prórroga. Julius Erving anotó 12 puntos en ese periodo, pero una nueva canasta sobre la bocina de los Conquistadors llevó el partido al segundo tiempo extra. A falta de dos minutos para el final, y con Erving ya con 61 puntos, se hizo cargo de su defensa Jabali, llegándose a una tercera prórroga, que no solucionó nada, llegando a la cuarta. Ya en ese periodo los Q's cedieron, acabando el partido con el marcador 176-166, en ese momento la más alta anotación en un partido profesional de baloncesto. Finalmente el Dr. J se quedó con solo 63 puntos (récord de su carrera), mientras Jabali anotó 19 de sus 23 puntos en los últimos instantes del tiempo reglamentario y en las prórrogas.

## Estadísticas de su carrera en la ABA
|  | Denota temporadas en las que ganó el Campeonato de la ABA |

### Temporada regular
| Año     | Equipo     | PJ  | PT  | MPP  | %TC  | %3P  | %TL  | RPP  | APP | ROB | TPP | PPP  |
| ------- | ---------- | --- | --- | ---- | ---- | ---- | ---- | ---- | --- | --- | --- | ---- |
| 1968-69 | Oakland    | 71  | ... | 35.8 | .449 | .250 | .684 | 9.7  | 3.5 | ... | ... | 21.5 |
| 1969-70 | Washington | 40  | ... | 37.8 | .445 | .306 | .717 | 10.4 | 4.3 | ... | ... | 22.8 |
| 1970-71 | Indiana    | 62  | ... | 25.6 | .410 | .288 | .761 | 4.8  | 3.5 | ... | ... | 11.0 |
| 1971-72 | Miami      | 81  | ... | 40.9 | .436 | .358 | .756 | 8.1  | 6.1 | ... | ... | 19.9 |
| 1972-73 | Denver     | 82  | ... | 33.4 | .453 | .257 | .805 | 5.2  | 6.6 | 2.1 | ... | 17.0 |
| 1973-74 | Denver     | 49  | ... | 34.9 | .391 | .366 | .803 | 5.0  | 7.3 | 2.0 | .2  | 15.9 |
| 1974-75 | San Diego  | 62  | ... | 30.0 | .392 | .321 | .789 | 4.1  | 5.8 | 1.8 | .3  | 12.1 |
| Total   | Total      | 447 | ... | 34.1 | .431 | .319 | .756 | 6.7  | 5.3 | 2.0 | .3  | 17.1 |

### Playoffs
| Año   | Equipo  | PJ | PT  | MPP  | %TC  | %3P  | %TL  | RPP  | APP | ROB | TPP | PPP  |
| ----- | ------- | -- | --- | ---- | ---- | ---- | ---- | ---- | --- | --- | --- | ---- |
| 1969  | Oakland | 16 | ... | 41.4 | .460 | .176 | .668 | 12.9 | 2.9 | ... | ... | 28.8 |
| 1971  | Indiana | 11 | ... | 22.7 | .302 | .107 | .806 | 3.6  | 3.0 | ... | ... | 7.8  |
| 1972  | Miami   | 4  | ... | 42.8 | .373 | .333 | .788 | 13.0 | 5.5 | ... | ... | 18.8 |
| 1973  | Denver  | 5  | ... | 25.2 | .333 | .000 | .750 | 1.4  | 2.8 | ... | ... | 6.0  |
| Total | Total   | 36 | ... | 33.6 | .415 | .167 | .702 | 8.5  | 3.2 | ... | ... | 18.1 |